# Где Фантом?
Где Фантом? — российская пост-панк группа из Уфы. Основана в 2018 году. Коллектив исполняет песни на русском языке и определяет свой стиль как «лёгкий пост-панк»

## История
Группа «Где Фантом?» была основана в Уфе в 2018 Артёмом Новоселовым (вокал, бас-гитара), Александром Новицким (гитара),  и Тимуром Уразметовым (ударные). Название группы символизирует поиски чего-то недостижимого и иллюзорного.
Первые выступления группы прошли в локальных клубах Уфы, что привлекло внимание к их творчеству. Дебютный мини-альбом Личные обиды был выпущен в 2019 году и получил популярность и положительные отзывы.
По словам участников коллектива, их музыка вдохновлена пост-панк сценой 1980-х годов, включая таких исполнителей, как Joy Division и The Cure, а также советской группой «Кино».
С 2021 года группа активно гастролирует по городам России, выступая на различных фестивалях и концертных площадках.
В 2022 году группа выпустила полноформатный альбом Иллюзия любви, который закрепил их позиции в отечественной инди-сцене.

## Дискография

### Альбомы
- 2022 — Иллюзия любви

### Мини-альбомы
- 2019 — Личные обиды
- 2020 — Простые чеовеческие радости
- 2020 — До боли знакомое
- 2023 — Тёмные времена
- 2024 — Городские будни

### Синглы
- 2019 — Выходя из дома
- 2019 — Лето, ты куда ушло
- 2019 — Смотрю в глаза
- 2020 — Я тебя люблю
- 2020 — В сумерках
- 2021 — твои волшебные мечты
- 2022 — Призрак
- 2024 — Хрен тебя забудешь